# Euso muehlenbergi
Euso muehlenbergi là một loài nhện trong họ Ochyroceratidae. Loài này phân bố ở Seychelles.